# Леонард Сасскінд
Леонард Сасскінд (англ. Leonard Susskind; 1940) — американський фізик-теоретик, один із творців теорії струн, який викладає у Стенфордському університеті.
Член Національної академії наук США (2000).
Професор Сасскінд відомий своїми лекціями з основних теоретичних курсів сучасної фізики (так званий теоретичний мінімум)

## Біографія
Сасскінд народився у Бронксі, (Нью-Йорк), живе тепер у Пало-Альто, штат Каліфорнія. Закінчив нью-йоркський Сіті-коледж зі ступенем магістра наук з фізики в 1962-у, а ступінь доктора філософії отримав у 1965-у в Корнельському університеті. З 1979 Сасскінд — професор фізики в Стенфордському університеті. Зараз професор Сасскінд є директором Стенфордського Інституту Теоретичної Фізики.

## Наукова діяльність
Сасскінд зробив значний внесок у розвиток сучасної фізики. У числі його наукових досягнень:
- Введення у адронну фізику одновимірного фундаментального об'єкта — струни;
- Внесок у теорію конфайнмента кварків;
- Розробка калібрувальної теорії в термінах гамільтонової решітки;
- Внесок у струнний опис ентропії чорної діри;
- Розробка матричного опису М-теорії;
- Внесок у розробку голографічного принципу.

У своїй статті 2003 року Сасскінд висловив свої міркування про роль антропного принципу у вирішенні проблеми ландшафту теорії струн. Є співавтором космологічної версії багатосвітової інтерпретації квантової механіки, в якій безліч світів Еверетта ототожнюються з безліччю світів Інфляційного Всесвіту.